# Kakamega (hạt)
Hạt Kakamega là một hạt thuộc tỉnh Tây ở Kenya. Theo điều tra dân số ngày 24 tháng 8 năm 1999, hạt này có dân số 603422 người. Hạt Kakamega có diện tích 1395 km². Hạt lỵ đóng tại Kakamega.